# Вандер, Томас
Томас Ванкер (нем. Thomas Wanker), также известен как Томас Вандер (нем. Thomas Wander) — композитор кино и телевидения. Он выиграл музыкальную премию кино «BMI» в 2008 году за фильм «10 000 лет до нашей эры» и в 2009 году за фильм «2012».

## Заметные работы
- Баффи — истребительница вампиров / Buffy the Vampire Slayer (телесериал, 2000—2002)
- 10 000 лет до нашей эры / 10,000 BC (2008) — указан как Томас Вандер
- 2012 / 2012 (2009) — указан как Томас Вандер
- Аноним / Anonymous (2011) — указан как Томас Вандер
- Штурм Белого дома / White House Down (2013) — указан как Томас Вандер
- День независимости: Возрождение / WIndependence Day: Resurgence (2016)